# Assedio di Wuchang
L'assedio di Wuchang fu un importante scontro armato tra le forze dell'Esercito Rivoluzionario Nazionale del Primo Fronte Unito cinese tra nazionalisti e comunisti e le forze della Cricca di Zhili del potente generale e signore della guerra Wu Peifu, avvenuto nel Distretto di Wuchang, parte integrante della città di Wuhan, durante la Campagna dello Hubei della Spedizione del Nord (1926-1928).

## Storia
Wuchang (e Wuhan in generale) aveva una grande importanza sia simbolica che strategica. Qui infatti nel 1911 era scoppiata l'omonima rivolta che aveva dato inizio alla Rivoluzione Xinhai guidata da Sun Yat-sen, che aveva portato agli inizi del 1912 alla caduta della bimillenaria monarchia cinese (in quel momento sorretta dalla Dinastia Qing) e alla nascita della Repubblica di Cina. Inoltre la città era uno snodo cruciale nella Cina centrale per il collegamento del nord e sud del Paese.
 Chiang Kai-shek, protetto di Sun Yat-sen e generale comandante dell'Esercito Rivoluzionario Nazionale, nutriva quindi particolare attenzione per la città.
Il 31 agosto 1926 le truppe di Wu Peifu, già indebolite dalla sconfitta nella battaglia di Heshengqiao, occuparono la città e prepararono le difese dall'imminente arrivo del nemico.
 Nel primo attacco del 3 settembre le forze dell'Esercito Rivoluzionario Nazionale vennero inizialmente respinte ma dopo l'inizio dell'assedio vero e proprio le forze della cricca di Zhili, rimaste tagliate fuori dal Governo nazionalista e dai rifornimenti, si indebolirono inesorabilmente. Il 1º ottobre quindi Wu Peifu iniziò a mediare la pace, risoltasi il 10 ottobre con la resa dei difensori e l'ingresso a Wuhan dei soldati nazionalisti e comunisti, che istituirono il nuovo governo locale.
Wu tuttavia si era già ritirato a nord nello Henan per provare a organizzare una nuova resistenza ma qui si ritrovò schiacciato dalle forze della Cricca del Fengtian del potente signore della guerra mancese Zhang Zuolin.